# Europacup I hockey vrouwen 1985
De 12de Europacup I hockey voor vrouwen werd gehouden van 24 tot en met 27 mei 1985 in Frankenthal. Het deelnemersveld bestond uit 8 teams. HGC won deze editie door in de finale het uit de Sovjet-Unie afkomstige SKIF Moskva te verslaan. Voor Nederland kwam verder ook Amsterdam H&BC uit op dit toernooi.

## Uitslag poules

### Poule A
| Team              | Pnt | GS | W | G | V | DV | DT | DS  |
| ----------------- | --- | -- | - | - | - | -- | -- | --- |
| 1. HGC            | 6   | 3  | 3 | 0 | 0 | 17 | 3  | +14 |
| 2. Amsterdam H&BC | 4   | 3  | 2 | 0 | 1 | 15 | 5  | +10 |
| 3. Pegasus HC     | 2   | 3  | 1 | 0 | 2 | 4  | 8  | -4  |
| 4. Sheffield HC   | 0   | 3  | 0 | 0 | 3 | 0  | 20 | -20 |

Uitslagen
- Amsterdam - HGC 2-3
- Pegasus - Sheffield 1-0
- Pegasus - HGC 1-5
- Amsterdam - Sheffield 10-0
- HGC - Sheffield 9-0
- Pegasus - Amsterdam 2-3

### Poule B
| Team                     | Pnt | GS | W | G | V | DV | DT | DS |
| ------------------------ | --- | -- | - | - | - | -- | -- | -- |
| 1. SKIF Moskva           | 6   | 3  | 3 | 0 | 0 | 9  | 4  | +5 |
| 2. 1. Hanauer THC        | 4   | 3  | 2 | 0 | 1 | 5  | 3  | +2 |
| 3. Glasgow Western LHC   | 2   | 3  | 1 | 0 | 2 | 4  | 4  | 0  |
| 4. Royal Uccle Sport THC | 0   | 3  | 0 | 0 | 3 | 1  | 8  | -7 |

Uitslagen
- Hanauer THC - SKIF 1-3
- Glasgow W - Uccle 2-0
- Glasgow W - SKIF 2-3
- Hanauer THC - Uccle 3-0
- Glasgow W - Hanauer THC 0-1
- SKIF - Uccle 3-1

## Finales

#### Finale
- HGC - SKIF 1-1 (na verlenging 1-1), 13-12 na strafslagen

#### Plaats 3
- Amsterdam - Hanauer THC 4-2

#### Plaats 5
- Pegasus - Glasgow W 2-2 (na verlenging 4-2)

#### Plaats 7
- Sheffield - Uccle 3-1

## Einduitslag
1. HGC
2. SKIF Moskva
3. Amsterdam H&BC
4. 1. Hanauer THC
5. Pegasus HC
6. Glasgow Western LHC
7. Sheffield HC
8. Royal Uccle Sport THC